# Herói da República de Cuba
O título honorífico de Herói da República de Cuba (em castelhano:  Héroe de la República de Cuba) é a mais alta condecoração concedida pela República de Cuba, equivalente a outros títulos heróicos do campo socialista e baseada no equivalente soviético. A distinção é fisicamente representada com a Medalha Estrela de Ouro (Medalla Estrella de Oro), que pende de uma placa dourada também esmaltada com as cores da bandeira nacional.
Esse título honorífico é concedido para os feitos tidos como heroicos no serviço ao Estado cubano e para a sociedade. Ela foi recebida por mais de quarenta indivíduos, também postumamente, incluindo o cosmonauta cubano General Arnaldo Tamayo Méndez, o comandante revolucionário Juan Almeida Bosque, o líder soviético Leonid Brejnev, o ex-presidente cubano Raúl Castro e os Cinco Cubanos; espiões cubanos capturados em Miami. O popular General Arnaldo Ochoa Sánchez, comandante da expedição em Angola e depois fuzilado, era um Herói da República de Cuba.

## Criação
Por força da Lei Fundamental nº 17, de 28 de junho de 1978, a Assembleia Nacional da Câmara Popular definiu o sistema de condecoração da República de Cuba. O título honorífico de Herói da República de Cuba foi criado pelo Decreto-Lei nº 30, de 10 de dezembro de 1979. Segue a descrição da sua outorga:

"É concedido aos membros das Forças Armadas e a qualquer cidadão cubano ou de países amigos, por méritos e feitos extraordinários realizados na defesa da pátria e nas conquistas da Revolução ou por contribuições excepcionais à causa do socialismo e no luta contra o imperialismo."
Tanto civis ou militares cubanos quanto estrangeiros, e também cidades ou vilas, podem ser condecoradas pelos mesmos motivos. Em 1º de janeiro de 1980, a Medalha Estrela de Ouro foi concedida à cidade de Santiago de Cuba e afixada na bandeira da capital. Em 1984 existiam aproximadamente dois Títulos Honoríficos, 19 Ordens, 30 Condecorações e 35 Medalhas.

## Descrição da condecoração
O título honorífico de Herói da República de Cuba é fisicamente representada com a Medalha Estrela de Ouro (Medalla Estrella de Oro). Esta medalha dourada é semelhante à sua inspiração soviética da honraria Herói da União Soviética, com estrela, fita e armação montados e usados de forma semelhante. A principal diferença é a fita com as cores da bandeira cubana: listras azuis e brancas, com um triângulo vermelho e estrela branca.
O agraciado poderá usar a medalha com o uniforme militar, e no caso de vestir traje civil deverá usar a miniatura que também lhe será entregue.

## Atribuição da condecoração
Os órgãos competentes para propor a sua outorga são: o Presidente do Conselho de Estado e o Ministro das Forças Armadas Revolucionárias (FAR), sendo o Conselho de Estado o órgão que tem competência para outorgar as diversas condecorações e títulos honoríficos outorgados pelo Estado cubano. A outorga de condecorações a cubanos e estrangeiros é feita por decisão do Conselho de Estado por recomendação da respectiva organização social. Todos os que recebem esta honraria também recebem a Ordem da Praia Girón.
A sua primeira concessão ocorreu em 1º de janeiro de 1980, quando a cidade de Santiago de Cuba foi declarada heróica e a Medalha Estrela Dourada foi afixada na sua bandeira. A primeira pessoa a receber a honraria foi o cosmonauta Arnaldo Tamayo Méndez, o primeiro cubano no espaço.
O General-de-Divisão Arnaldo Tomás Ochoa Sánchez, popular e considerado herói nacional por sua atuação na Venezuela, Etiópia e em Angola, foi acusado e condenado por tráfico de drogas. O General Ochoa foi julgado em um tribunal televisionado para o país inteiro, declarado culpado, "traidor da revolução" e executado por fuzilamento; ele é o único Herói da República de Cuba a ter o seu título revogado. O julgamento foi o evento que dominou as mentes dos cubanos até a execução da pena, e uma das possíveis razões para o fuzilamento por traição era justamente a grande popularidade do General Ochoa; que estava prestes a assumir o Exército Ocidental de Havana, o mais poderoso das FAR. Quando apareceu na primeira audiência, Ochoa usava a Medalha Estrela de Ouro no seu uniforme.

## Lista de agraciados
A lista de heróis da República de Cuba inclui altos oficiais militares e autoridades civis, comandantes socialistas, e astronautas cubanos e estrangeiros. Este é o prêmio mais alto da República de Cuba e é concedido apenas a pessoas que obtiveram mérito em um grau específico.
| Nº | Agraciado                              | Ano  | Profissão                | Detalhes | Ref.          |
| -- | -------------------------------------- | ---- | ------------------------ | --- | ------------- |
| 1  | Santiago de Cuba                       | 1980 | Cidade Heróica           | Única cidade condecorada como heróica, pela forte tradição de luta de seus habitantes. | [ 1 ]         |
| 2  | Gal. Arnaldo Tamayo Méndez             | 1980 | Cosmonauta cubano        | O primeiro a ser condecorado como Herói da República de Cuba. Primeiro cubano no espaço e primeiro mulato no espaço na Soyuz-38.                                                          | [ 11 ]        |
| 3  | Cel. Yuri Romanenko                    | 1980 | Cosmonauta soviético     | Co-tripulante com Méndez na Soyuz-38. | [ 12 ]        |
| 4  | Cel. Valery Ryumin                     | 1980 | Cosmonauta soviético     | Duas vezes Herói da União Soviética. | [ 13 ]        |
| 5  | Gal. Leonid Popov                      | 1980 | Cosmonauta soviético     | Foi ao espaço por três vezes. | [ 14 ]        |
| 6  | Mar. Leonid Brezhnev                   | 1981 | Líder da União Soviética | Líder da URSS por 18 anos. Herói da União Soviética, comissário político e Secretário-geral do Partido Comunista da União Soviética.                                                      | [ 1 ]         |
| 7  | Gal. Francisco González López          | ?    | Comandante               | Codinome "Comandante Pancho", líder guerrilheiro nas montahas do Maciço Nipe-Sagua-Baracoa.                                                                                               | [ 15 ] [ 16 ] |
| 8  | Gal. Abelardo Colomé Ibarra            | 1984 | Militar cubano           | Membro do Conselho de Estado. | [ 4 ]         |
| 9  | Gal. Arnaldo Ochoa Sánchez             | 1984 | Militar cubano           | Herói nacional e a única pessoa que foi destituída desta honraria, em 1989, quando foi declarado culpado de alta-traição. Comandante cubano na Etiópia e Angola.                          | [ 10 ]        |
| 10 | Gal. Harry Villegas Tamayo             | 1989 | Militar cubano           | |               |
| 11 | Gal. Ulises Rosales del Toro           | 1989 | Militar cubano           | | [ 17 ]        |
| 12 | Gal. Leopoldo Cintra Frías             | 1989 | Militar cubano           | Ex-ministro do MINFAR e membro do Bureau Político do Partido Comunista de Cuba. | [ 4 ]         |
| 13 | Gal. Ramón Espinosa Martín             | 1989 | Militar cubano           | |               |
| 14 | Gal. Enrique Carreras Rolas            | 1989 | Militar cubano           | Ex-chefe da Força Aérea Revolucionária. Sua atuação como piloto foi decisiva para a vitória na Invasão da Baía dos Porcos. Comandante da Força Aérea Cubana em Angola.                    |               |
| 15 | Gal. Rafael Moracén Limonta            | 1989 | Militar cubano           | Veterano de Angola. | [ 18 ]        |
| 16 | Cel. Fidencio González Peraza          | 1989 | Militar cubano           | Comandante das tropas cubanas que resistiram ao cerco durante a Batalha de Cangamba (1983).                                                                                               |               |
| 17 | Cel. Orlando Cardoso Villavicencio     | 1989 | Militar cubano           | "Combatente internacionalista" que sofreu 11 anos de dura prisão na Somália. | [ 19 ]        |
| 18 | Rolando Pérez Quintosa                 | 1989 | Policial cubano          | Condecoração póstuma. Policial morto em serviço quando tentava impedir cidadãos cubanos de roubarem um barco para saírem de Cuba. É o agraciado mais jovem do título, com apenas 23 anos. | [ 20 ]        |
| 19 | Gal. Raúl Castro Ruz                   | 1998 | Líder cubano             | Irmão de Fidel Castro e ex-presidente de Cuba. Ministro das FAR de 1959 a 2008. | [ 4 ]         |
| 20 | Cmte. Juan Almeida Bosque              | 1998 | Militar cubano           | |               |
| 21 | Cmte. Ramiro Valdés Menéndez           | 2001 | Militar cubano           | Membro do Conselho de Estado. | [ 4 ]         |
| 22 | Cmte. Guillermo García Frías           | 2001 | Militar cubano           | Comandante da Revolução e Herói do Trabalho de Cuba. | [ 4 ]         |
| 23 | Cmte. Ing. Lic. Pedro Miret Prieto     | 2001 | Político cubano          | Ex-Vice-Presidente do Conselho de Ministros e veterano da Revolução Cubana. | [ 21 ]        |
| 24 | Gal. José Ramón Fernández Álvarez      | 2001 | Militar cubano           | | [ 22 ]        |
| 25 | Gal. Dr. Sergio del Valle Jiménez      | 2001 | Militar cubano           | |               |
| 26 | Gal. Álvaro López Miera                | 2001 | Militar cubano           | Ministro das FAR e veterano da Guerra de Angola. |               |
| 27 | Gal. Julio Casas Regueiro              | 2001 | Militar cubano           | Ex-Ministro das FAR e juíz militar que presidiu o julgamento do General Arnaldo Ochoa. | [ 4 ]         |
| 28 | Gal. Joaquín Quintas Solá              | 2001 | Militar cubano           | | [ 23 ]        |
| 29 | Gal. Efigenio Ameijeiras Delgado       | 2001 | Militar cubano           | |               |
| 30 | Gal. Antonio Enrique Lussón Batlle     | 2001 | Militar cubano           | Ex-comandante das Tropas Especiais do MINFAR e veterano da Guerra de Angola. | [ 24 ] [ 25 ] |
| 31 | Gal. Samuel Rodiles Planas             | 2001 | Militar cubano           | | [ 26 ]        |
| 32 | Eng. Vilma Espín Guillois              | 2001 | Política cubana          | Ex-guerrilheira, esposa de Raúl Castro, engenheira química e Presidente Fundadora da Federação de Mulheres Cubanas (FMC).                                                                 | [ 27 ]        |
| 33 | Gal. Delsa Esther Puebla Viltre        | 2001 | Política cubana          | Ex-guerrilheira codinome "Teté Puebla", veterana do Pelotão Mariana Grajales e a primeira mulher general das forças armadas cubanas.                                                      | [ 28 ] [ 29 ] |
| 34 | Lic. Melba Hernández Rodríguez del Rey | 2001 | Política cubana          | Heroína de Moncada, advogada, política e diplomata. Foi embaixadora no Vietnã e no Camboja.                                                                                               | [ 30 ]        |
| 35 | Eng. Antonio Guerrero Rodríguez        | 2001 | Espião cubano            | Um dos Cinco Cubanos capturados em Miami, na Flórida. | [ 31 ]        |
| 36 | Fernando González Llort                | 2001 | Espião cubano            | Um dos Cinco Cubanos capturados em Miami, na Flórida. | [ 31 ]        |
| 37 | Lic. Gerardo Hernández Nordelo         | 2001 | Espião cubano            | Um dos Cinco Cubanos capturados em Miami, na Flórida. | [ 31 ]        |
| 38 | Lic. Ramón Labañino Salazar            | 2001 | Espião cubano            | Um dos Cinco Cubanos capturados em Miami, na Flórida. | [ 31 ]        |
| 39 | René González Sehwerert                | 2001 | Espião cubano            | Um dos Cinco Cubanos capturados em Miami, na Flórida. | [ 31 ]        |
| 40 | Cmdte. Dr. José Ramón Machado Ventura  | 2013 | Político cubano          | Médico e político. |               |
| 41 | Gal. Raúl Díaz-Argüelles               | 2015 | Militar cubano           | Condecoração póstuma, primeiro comandante da força expedicionária cubana e morto em combate na Batalha do Ebo em Angola.                                                                  | [ 32 ]        |
| 42 | Gal. Víctor Schueg Colás               | 2015 | Militar cubano           | Condecoração póstuma, general morto em combate em Angola. | [ 32 ]        |
| 43 | Gal. Carlos Fernández Gondín           | 2015 | Militar cubano           | Ex-ministro do Interior. | [ 32 ]        |
| 44 | Gal. Romárico Sotomayor García         | 2015 | Militar cubano           | Veterano da Batalha do Quifangondo. | [ 32 ]        |